# Arco volante

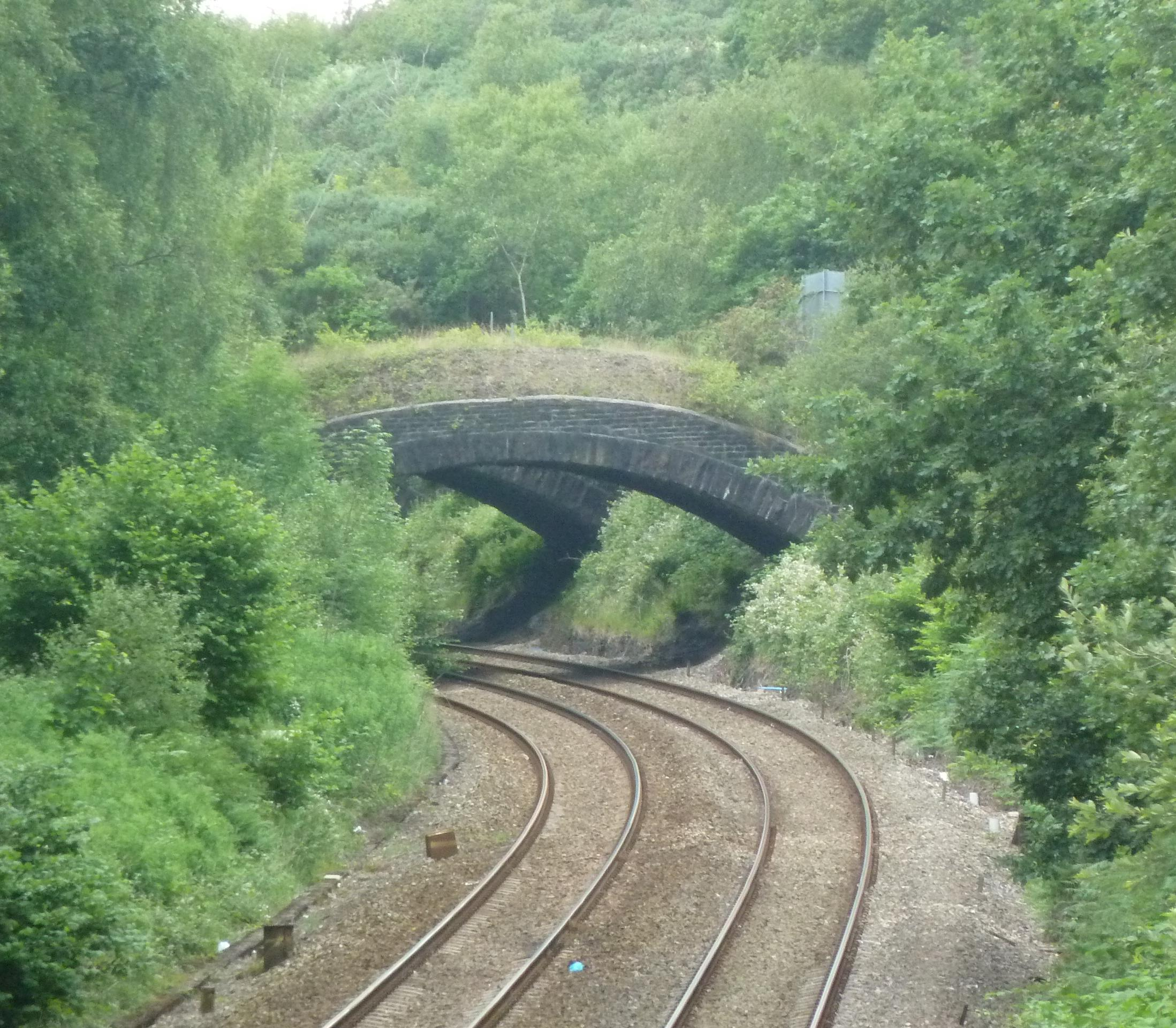
Dos arcos volantes localizados en Llansamlet en Gales, diseñados por Isambard Kingdom Brunel

Un arco volante es una forma de puente en arco diseñado para generar fuerzas horizontales hacia el exterior de sus arranques, con el fin de resistir un esfuerzo de compresión hacia adentro. Se disponen transversalmente en los desmontes para evitar el deslizamiento de sus taludes.

## Funcionamiento
Un arco convencional soporta una carga vertical hacia abajo en el centro del arco y la traduce en fuerzas tanto hacia abajo como hacia afuera en sus puntos de arranque. En la mayoría de los casos, compensar esta fuerza lateral es un problema, y estos empujes tienen que ser resistidos por unos cimientos fuertes o por un tirante que conecte directamente sus extremos y que trabaje como la "cuerda de un arco", tal como sucede en el diseño de un puente de arco tesado.
Sin embargo, cuando se realizan desmontes en roca suelta, los taludes del corte no siempre pueden soportar su propio peso y en ocasiones tienden a deslizarse hacia el fondo de la trinchera. En estas circunstancias, puede colocarse una serie de arcos volantes para sostener las paredes laterales. A diferencia del arco convencional, la carga vertical sobre el arco es simplemente un peso muerto que se aprovecha para generar el empuje lateral que permite contener el empuje de las paredes.
Los arcos volantes no son una solución habitual en los desmontes ferroviarios. Para grandes desmontes en terrenos blandos, en la mayoría de las situaciones basta con adoptar pendientes de excavación con una inclinación que garantice la propia estabilidad natural de los taludes. En cortes pequeños, los muros de contención son una solución más común, aunque la mampostería gruesa requerida para construirlos puede ser un elemento costoso. Esta solución se usó a menudo en casos como el de Llansamlet (cerca de Swansea, en el sur de Gales) donde se consideró que un desmonte inicialmente de pendientes suaves no era estable, y se agregaron unos arcos volantes como medida de seguridad.

## Ejemplos notables
El primer uso ferroviario de unos arcos volantes construidos al efecto se produjo en Chorley, en el Ferrocarril de Bolton y Preston, en 1841. Se trataba de una serie de arcos estrechos de 25 pies (7,6 m) de largo, similares a puntales, situados entre dos muros de contención de mampostería. Los muros de contención solo podían actuar axialmente para compensar los empujes laterales del terreno, de forma que para compensar los empujes se añadieron en las cabeceras de los muros una serie de arcos rebajados (con muy poca flecha) para evitar el riesgo de colapso al quedar sometidos a considerables fuerzas no axiales. En 2008 se sustituyeron los arcos de mampostería originales por otros de acero durante las obras de rebaje del plano de rodadura efectuadas con el fin de dejar espacio libre para las obras de electrificación. Los arcos de piedra se restauraron posteriormente sobre las nuevas estructuras de acero en 2014.
El Ferrocarril del Sur de Gales en Llansamlet, cerca de Swansea, atraviesa un desmonte diseñado por Isambard Kingdom Brunel. Después de producirse un deslizamiento de tierra en el año inaugural de 1850, Brunel diseñó cuatro arcos volantes de 70 pies (21,3 m) de luz para mantener separados los muros situados en el pie del desmonte. Para una mayor estabilidad, estos arcos fueron lastrados con altos montículos de escoria de cobre, un denso producto de desecho fácilmente disponible localmente. Los cuatro arcos ahora son individualmente monumentos catalogados.
Justo al oeste de Swansea, el túnel de Cockett, con una longitud de 829 yardas (758 m), sufrió un colapso parcial en 1899, mucho después de la muerte de Brunel. Algún tiempo después de la reconstrucción, se abrió el extremo este del túnel (reduciendo la longitud a 788 yardas (720,5 m)) y el desmonte resultante se sostuvo mediante dos arcos volantes construidos con ladrillos.